# Pro každého nebe
Pro každého nebe je knižně vydaný soubor několika rozhlasových her české prozaičky Květy Legátové. Knihu vydalo nakladatelství Labyrint v roce 2003.

## Obsah souboru
Soubor obsahuje např. hry Sestra, Ta vteřina, Pro každého nebe, Superkočka, Třetí planeta, Zajatec, Triumf Razumova, Ostrov slušných lidí. Datování vzniku textu a zda a kdy se realizoval a vysílal je problematické. Hru Sestra lze datovat až do konce 40. či začátku 50. let, totéž snad platí pro hru Ta vteřina, která byla později převzatá televizí. Třetí planeta patří mezi „experimentální texty“, je pravděpodobně spjata s léty 50., v 60. letech vznikl zřejmě Zajatec a proudem dobové vlny absurdit poznamenaný Triumf Razumova, v 70. letech Ostrov slušných lidí (z cyklu pseudopohádek), v 80. letech Superkočka a zvláště Pro každého nebe patřící s jistotou mezi texty realizované a navíc oceněné cenou Prix Bohemia. Jednotlivé hry mají výhradně prostředí – vědecké, či lékařské, antické, v parodickém posunu rusky starosvětské, byrokraticko-andělské atd.

### Superkočka
Hra Superkočka se odehrává v prostředí laboratoře. Hlavními postavami je vědec Hudec a Superkočka. Ta je výtvorem pana Hudce a jeho kolegů a je chytřejší než lidé. Chce vědcům ukázat, jaké to je být součástí experimentu. Autorka zde prostřednictvím Superkočky popisuje pokusy, které vědci dělají na zvířatech. Znázorňuje bezcitnost těchto vědců, kteří berou zvíře jako nižší živočišný druh, ale přitom se sami jako nižší živočišný druh chovají.
Vědec Hudec a jeho kolegové dělají pokusy na zvířatech. Podaří je jim z kočky udělat jakoby lidskou bytost (superkočku). Kočka je pověřena vypracováním výzkumu a vybudováním pracovišť na jeho provedení. Hudec je na kočku hrubý a neustále ji dává najevo, že by bez něj vůbec neexistovala. Po vypracování výzkumu přijde Hudec a jeho kolegové na pracoviště a mají se účastnit experimentu. Kočka chce při experimentech využít postupy, při nichž by zkoumané objekty netrpěly. Hudec však chce dělat experimenty starým způsobem, i když ví, že při nich zvířata trpí. Kočka mu je ochotna vyjít vstříc. Nakonec všem oznámí, že byli zvoleni pro unikátní výzkum, ale jako pokusné materiály. Kočka jim slíbí, že všechny pokusy přežijí. Zúčastnění začnou podléhat panice. Kočka jim řekne, že je to zbytečné a pokud nepřestanou, tak je chytne do svěráků. Pomalu se všichni uklidní a hra končí.
- KOČKA: Abych vám vyhověla, použiji tradičních metod. Řvát nebudete, vyoperujeme vám hlasivky. Váš oblíbený postup, jistě ho poznáváte.
- HUDEC: Cit! Víte co je to cit?
- KOČKA: Ovšem. Cit je například láska, kterou vás miloval pes Ben, než jste mu začal zkracovat střeva. Ale nestačím se divit. Při žádné příležitosti jste neopomněl posmívat se emocím.